# Cyrtopogon pulcher
Cyrtopogon pulcher är en tvåvingeart som beskrevs av Werner Back 1909. Cyrtopogon pulcher ingår i släktet Cyrtopogon och familjen rovflugor. Inga underarter finns listade i Catalogue of Life.